# تیکهیل
latitudeتیکهیلlongitudeتیکهیل
تیکهیل (به انگلیسی: Tickhill) یک روستا و شهرک در بریتانیا است که در انگلستان واقع شده‌است.

## خصوصیات
تیکهیل ۵٬۳۰۱ نفر جمعیت دارد.